# Lemniscomys macculus
Lemniscomys macculus é uma espécie de roedor da família Muridae.
Pode ser encontrada nos seguintes países: República Democrática do Congo, Etiópia, Quénia, possivelmente Ruanda, Sudão e Uganda.
Os seus habitats naturais são: savanas húmidas e campos de gramíneas de baixa altitude subtropicais ou tropicais sazonalmente húmidos ou inundados.